# کریستوفر فیتزجرالد (بازیگر)
کریستوفر فیتزجرالد (به انگلیسی: Christopher Fitzgerald) (زاده ۲۶ نوامبر ۱۹۷۲) بازیگر آمریکایی است.
از کارهای او می‌توان به بازی در فیلم‌های دختر با احتمال زیاد، فداکاری، لری گی و اتاق بخار اشاره کرد.